# Франтишек Палацки
Франтишек Палацки (чеш. František Palacký; Ходславице, 14. јун 1798 — Праг, 26. мај 1876) је био чешки историчар и политичар, вођа чешког препорода у XIX веку. Као лидер Федералистичке странке залагао се, у складу са својом идејом аустрославизма, за федеративно преуређење Аустроугарске.
Његов син, Јан Палацки, био је географ и универзитетски професор.
Игњат Брлић свом брату Андрији у писму из Прага, 16.5.1856. пише: Био сам... код Палацкога... Изјадиковао се пред нама, како Швабе сада систематички почели су Немштину увађати, тако да ме је јако ожалостило. Сви смо преварени... Армин Павић је избацио српско име језика из средњошколских сведоџби и остало је само хрватски језик. На то се осврћу загребачке новине Србобран које на крају чланка цитирају великог Чеха Палацког: Народ се не може одродити, док се не сложи са својим непријатељима, док не подигне сам руку против себе.
1918. године новонастали пешадијски пушчани пук Треће дивизије чехословачких легија у Русији именован је пуком Франтишека Палацког.